# Purpendicular
Purpendicular је петнаести студио албум британског рок састава, Deep Purple. Албум је снимљен у студију Greg Rike Productions, Orlando, Florida, од фебруара до октобра 1995, а инжињери су били Darren Schneider и Keith Andrews. Као и следећи албум, Abandon, име албума је засновано на досетки око имена групе и речи "Perpendicular".
Албум је објављен 1996 и то је први албум са Стиви Морсом, гитаристом из џез групе Dixie Dregs. На материјалу се осећа много више експериментисања него на њиховим претходним издањима и приказује се разлика између времена Блекмуровог Дип перпла и Морсовог Дип перпл. Песма "The Aviator" је одговор на те разлике и свих претходних покушаја групе. Некојико песама, као што је Vavoom: Ted the Mechanic има мањих делова базираних на клавијатурама, док се већина базира углавном око гитаре. Још једна новост на материјалу, везана за гитару је техника свирања 'Pinch harmonic', која се значајно користи у песмама "Vavoom: Ted the Mechanic" и "Somebody Stole My Guitar".
Песме "Sometimes I Feel Like Screaming" и "Vavoom: Ted the Mechanic", постају главне особине на Перпловим уживо извођењима у новије време.

## Списак песама
Све песме су написали Ијан Гилан, Стиви Морс, Роџер Главер, Џон Лорд и Ијан Пејс.
1. „Vavoom: Ted the Mechanic “ – 4:16
2. „Loosen My Strings“ – 5:57
3. „Soon Forgotten “ – 4:47
4. „Sometimes I Feel Like Screaming “ – 7:29
5. „Cascades: I'm Not Your Lover “ – 4:43
6. „The Aviator “ – 5:20
7. „Rosa's Cantina“ – 5:10
8. „A Castle Full of Rascals “ – 5:11
9. „A Touch Away “ – 4:36
10. „Hey Cisco “ – 5:53
11. „Somebody Stole My Guitar “ – 4:09
12. „The Purpendicular Waltz “ – 4:45

### Бонус песме (Јапанско и САД издање)
1. „Don't Hold Your Breath“ - 4:39

## Састав
- Ијан Гилан - вокали, хармоника
- Стиви Морс - гитара
- Роџер Главер - бас
- Џон Лорд - органа, клавијатуре
- Ијан Пејс - бубњеви